# Wonseok Chung
Wonseok Chung (* 1969 in Incheon, Südkorea) ist ein südkoreanischer Germanist und Hochschullehrer.

## Leben
Chung wuchs in Südkorea auf und absolvierte 1988 das Abitur an der Whimoon High School in Seoul. Danach studierte er deutsche Sprache und Literatur an der Dankook-University und absolvierte es 1994 mit dem Bachelor of Arts. 1997 folgte der Master of Arts in Deutsche Sprach- und Literaturwissenschaft an der Yonsei University.
Für seine weiteren Studien wechselte er nach Deutschland, wo er zunächst Literatur und Philosophie an der Universität in Bielefeld studierte. Danach studierte er Germanistik und Geschichte an der Universität Heidelberg und wurde 2007 mit seiner Arbeit Ernst Jünger und Goethe. Eine Untersuchung zu ihrer ästhetischen und literarischen Verwandtschaft promoviert. Diese Arbeit kommentierte Helmuth Kiesel in seiner Biographie Jüngers: „erst jüngst hat der koreanische Germanist Wonseok Chung in einer umsichtigen Dissertation gezeigt, wie groß die gedankliche Affinität Jüngers zu Goethe war, sichtbar etwa in Ganzheitlichkeitsvorstellungen, in der Verbindung von Naturwissenschaft und Kunst, in einer morphologischen und symbolistischen Weltbetrachtung, aber auch in der Wertschätzung von Heiterkeit.“
Ab 2008 war Wonseok Chung Dozent an der Germanistischen Abteilung der Universität Hanshin (Südkorea). Danach Post-Doc von 2010 bis 2012 an der Universität Yonsei. Heute lehrt er an der Universität Dankook in Südkorea.